# KZ Lichtenburg

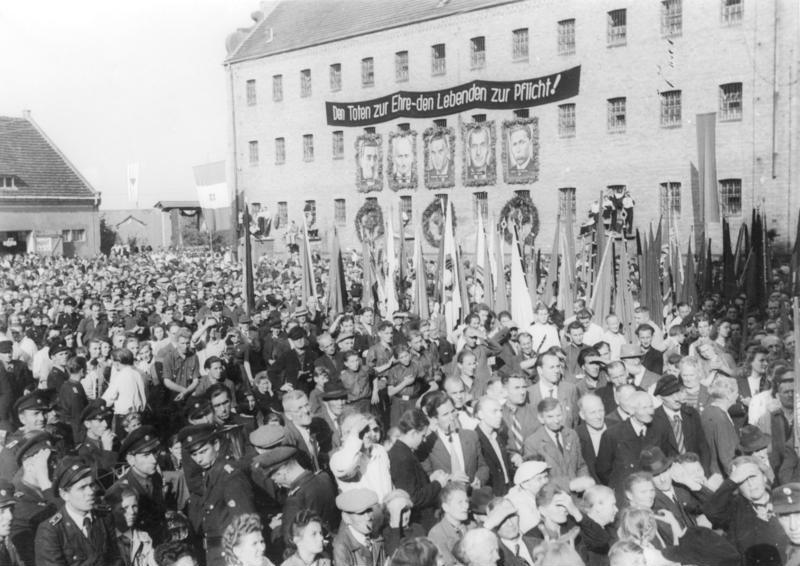
Ett möte till minne av nazismens offer och förföljda vid det före detta koncentrationslägret Lichtenburg i Prettin 1949.

Koncentrationslägret Lichtenburg var inrymt i ett gammalt slott som sedan 1812 använts som tukthus. Under naziregimen var det från 1933 till 1939 ett av SS:s lägersystems huvudläger. Under två år, 1937–1939, var det kvinnoläger. Därefter användes Lichtenburg fram till 1945 som kasern och bas för olika SS-enheter.

## Historik
Renässansslottet Lichtenburg i Prettin i landsdelen Sachsen-Anhalt uppfördes under 1500-talet av kurfursten August I av Sachsen. År 1811 lät man bygga om slottet till tukthus som började användas året därpå. Efter att under mer än hundra år fungerat som tukthus och straffanstalt stängdes det 1928 på grund av bristande underhåll och byggnadens dåliga skick.
Efter nazisternas maktövertagande 1933 öppnades det gamla tukthuset igen av SA och SS som gjorde det till ett av de första koncentrationslägren; det öppnades den 13 juni 1933. KZ Lichtenburg var vid sidan av KZ Dachau det mest betydelsefulla av SS:s tidiga läger. Det fungerade bland annat som mönster- och utbildningsläger under den period då SS konsoliderade sitt lägersystem.
År 1937 övergick lägret till att bli ett kvinnoläger. Under sommaren deporterades de omkring tolvhundra manliga fångarna till Buchenwald och i december anlände de första kvinnorna från kvinnolägret Moringen. Lichtenburg blev huvudlägret för kvinnliga fångar fram till våren 1939 då de överfördes till SS:s nybyggda stora läger för kvinnor – Ravensbrück.
I maj 1939 avvecklades KZ Lichtenburg och fram till krigsslutet 1945 använde SS anläggningen som kasern för SS-Totenkopfverbände, till utbildning av SS-personal och kontor samt för internering av mindre arbetskommandon av fångar.

### Webbkällor
- Gedenkstätte KZ Lichtenburg Prettin (tyska)